# NGC 72
NGC 72 è una galassia a spirale barrata situata nella costellazione di Andromeda. NGC 72 fa parte del Gruppo di NGC 68, formato da almeno una quarantina di galassie. La galassia PGC 1208, data la sua vicinanza a NGC 72, viene talvolta indicata come NGC 72A.
La galassia è stata scoperta il 7 ottobre 1855 dall'astronomo R. J. Mitchell.
Viene stimata a una distanza dal nostro sistema solare di circa 320 milioni di anni luce e con una magnitudine di 13,5. La sua classe di luminosità è I-II e presenta una larga riga a 21 cm dell'idrogeno neutro.